# Pietro Nobile

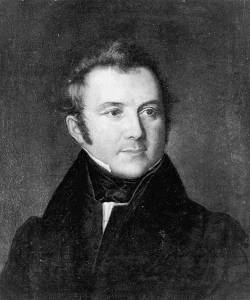
Pietro Nobile.

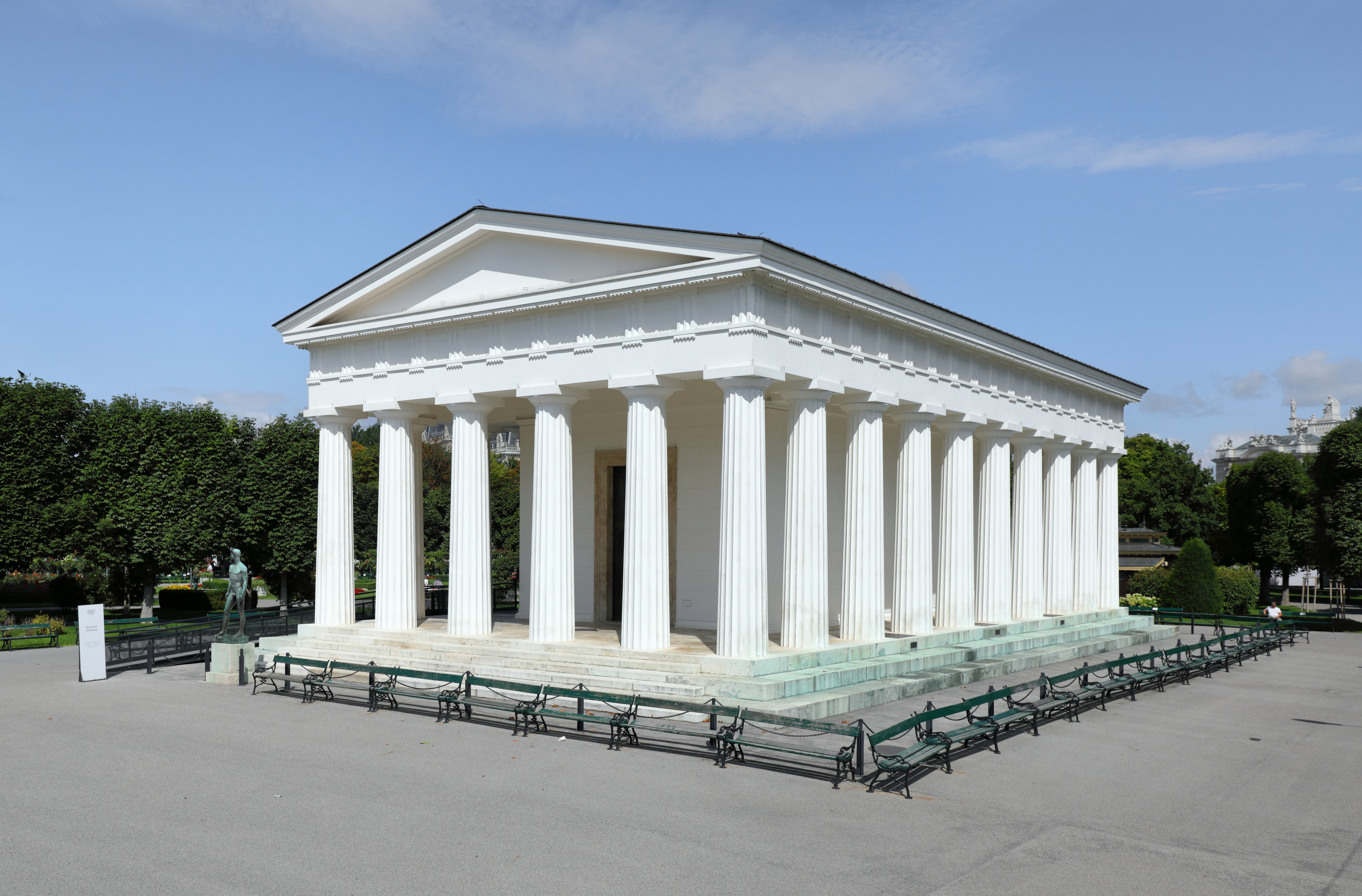
Theseustempel, Vienna

Chiesa di Sant'Antonio, Trieste

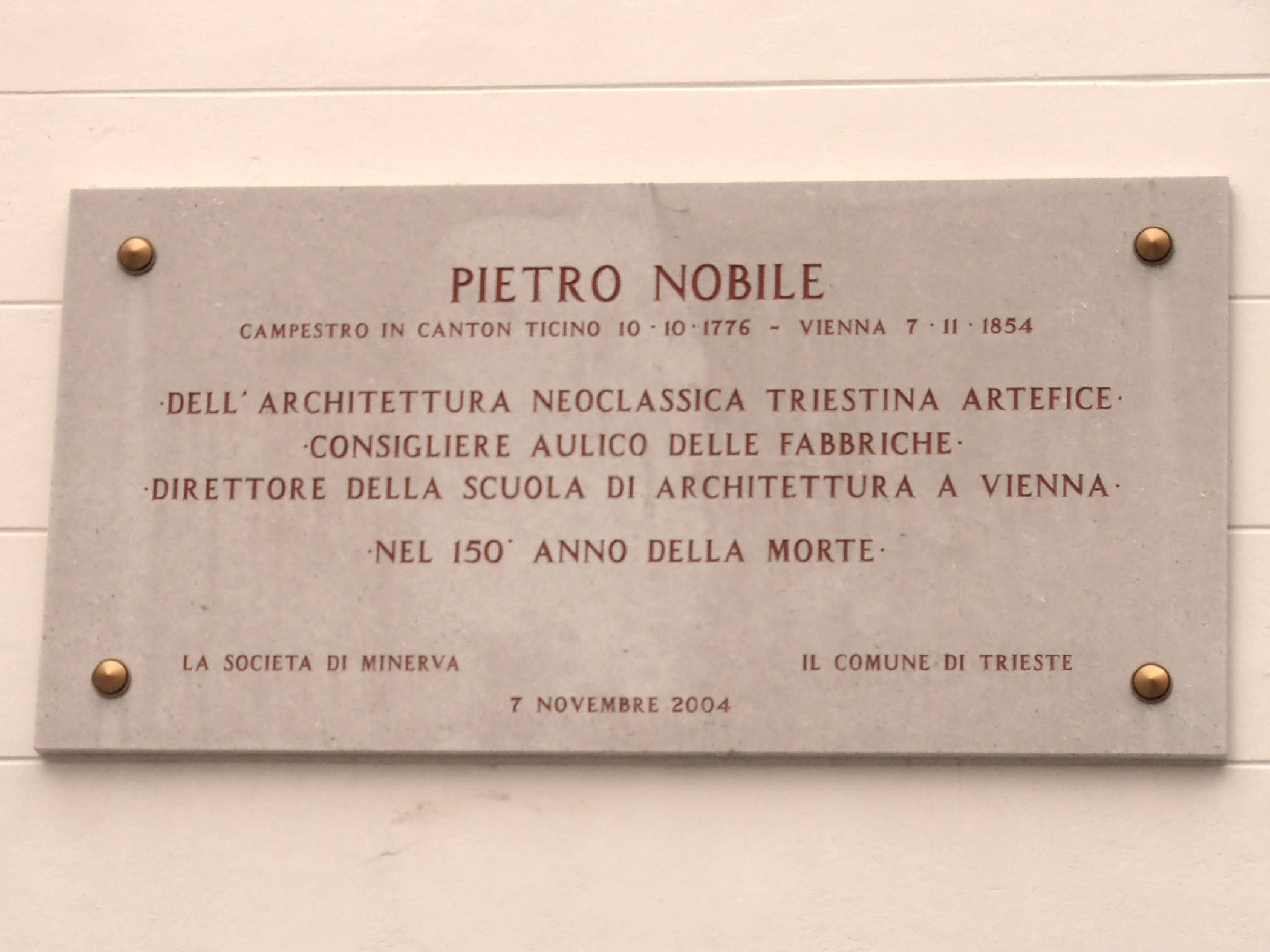
Targa a Trieste

Pietro Nobile (Campestro, 11 ottobre 1776 – Vienna, 7 novembre 1854) è stato un architetto svizzero-italiano.

## Biografia
Esponente di primo piano della corrente neoclassica, fu attivo soprattutto a Vienna e a Trieste.
Nei suoi ultimi anni aveva insegnato all'Accademia di belle arti di Vienna.
Nelle sue opere si rivela un grande interesse per l'archeologia, riscontrabile ad esempio nel Theseustempel (1819-1822), una riproduzione del tempio di Efesto di Atene, posta nel cuore della capitale austriaca e destinata ad ospitare un'opera scultorea di Antonio Canova.
Sempre a Vienna costruì l'imponente Burgotor (1824).
A Trieste celebre invece è la chiesa di Sant'Antonio, progettata nel 1808, ma innalzata solo tra il 1826 e il 1849; si tratta di un edificio a pianta rettangolare, con cupola al centro, posto scenograficamente al termine del Canal Grande.